# Апраксина (деревня)
Апра́ксина — деревня в Куйтунском районе Иркутской области России. Входит в состав Большекашелакское сельское поселение.

## География
Деревня находится на левом берегу речки Или (левый приток Кимильтея, бассейн Оки), на расстоянии 11 км к северо-западу от села Большой Кашелак, центра сельского поселения, и 51 км к юго-западу от рабочего посёлка Куйтун, административного центра района.

## История
Основана в 1910 году. В 1926 году посёлок Апраксинский состоял из 67 хозяйств, основное население — белорусы. В административном отношении находился в составе Больше-Кашелакского сельсовета Кимильтейского района Тулунского округа Сибирского края.

## Население
| 2002 | 2010 | 2011 | 2012 |
| ---- | ---- | ---- | ---- |
| 121  | ↘90  | →90  | ↘86  |

### Половой состав
По данным Всероссийской переписи, в 2010 году в деревне проживало 90 человек (38 мужчин и 52 женщины).